# Giáo hoàng đối lập Grêgôriô VI
Sau cái chết của Giáo hoàng Sergius IV vào tháng 6 năm 1012, "một Gregory" đã phản đối nhóm của Theophylae (người đã được bầu làm Giáo hoàng Biển Đức VIII) và được một nhóm nhỏ đưa lên làm Giáo hoàng. Gregory VI là người đầu tiên tuyên bố mình là Giáo hoàng và là người kế nhiệm của Giáo hoàng Sergius, đồng thời cho rằng chức vụ của Biển Đức VIII không được thừa nhận.
Gregory đã nhanh chóng bị trục xuất khỏi Rôma, chạy sang Đức và khẩn cầu sự hỗ trợ của Hoàng đế Henry II (25 tháng 12 năm 1012). Vị hoàng đế nói với ông rằng trường hợp của ông cần được kiểm tra lại cẩn thận theo quy định của pháp luật và giáo luật của La Mã, nhưng sau đó đã tước bỏ huy hiệu Giáo hoàng mà ông đang mang và yêu cầu ông chấm dứt chức vụ Giáo hoàng. Say này, "một Gregory" khác cũng tan dần.
Bách khoa toàn thư Công giáo, trong phần viết về Biển Đức VIII có viết:
| “ | "...ông được một số giáo dân hỗ trợ và giành được ghế giáo hoàng bằng vũ lực vào ngày 18 tháng 5 năm 1012. Tuy nhiên một số đối thủ của ông đã bị trục xuất và ông trở thành một vị giáo hoàng tốt và có quyền lực mạnh mẽ..." | ” |